# Korttongwevertje
Het korttongwevertje (Kaestneria dorsalis) is een spinnensoort in de taxonomische indeling van de hangmatspinnen (Linyphiidae).
Het dier komt uit het geslacht Kaestneria. Het korttongwevertje werd in 1834 beschreven door Wider.